# ドクムギ

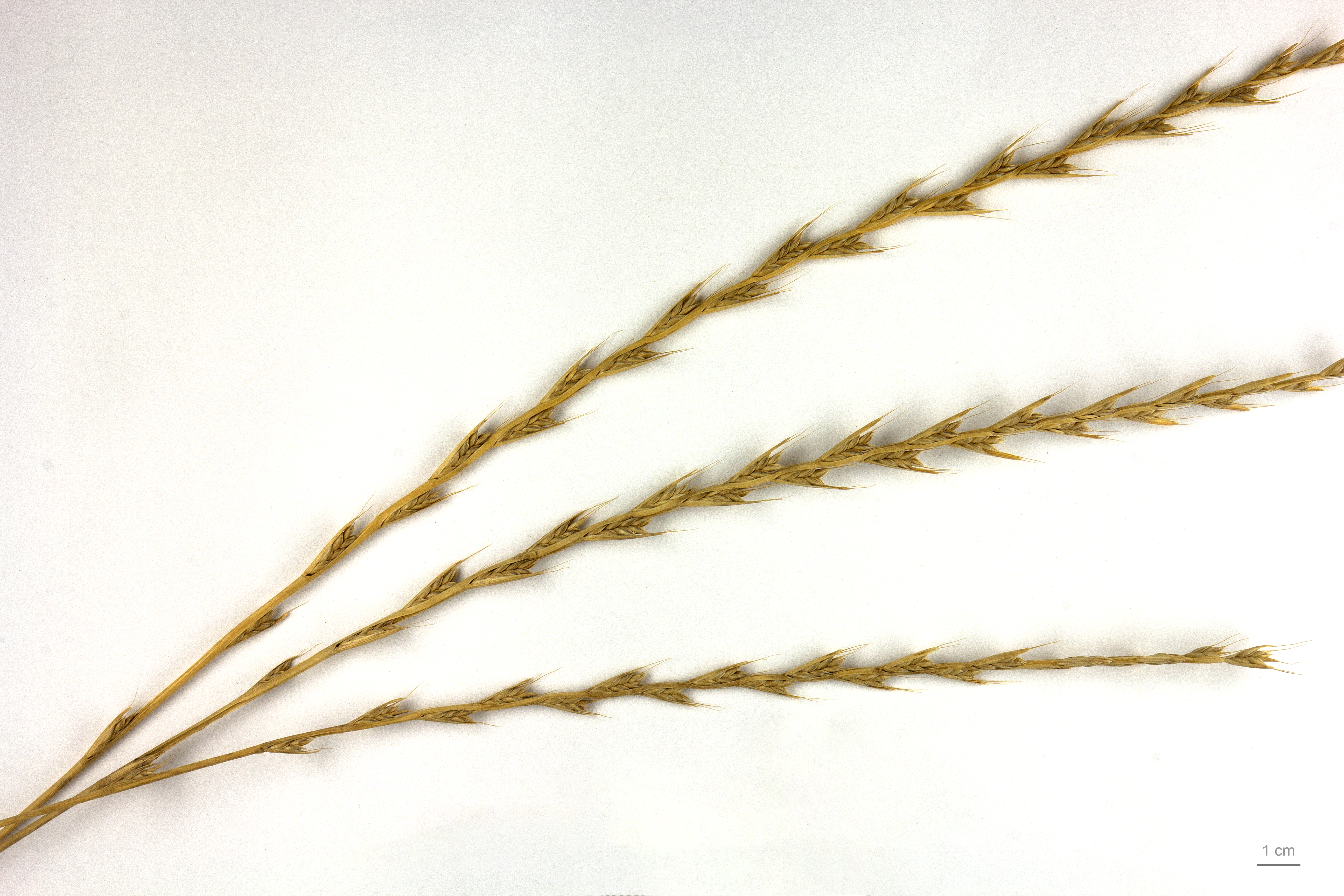
Lolium temulentum

ドクムギ(Lolium temulentum)は、イネ科の道端や荒れ地でたまに見られる雑草の一つ。
新約聖書のマタイによる福音書中にある「畑の毒麦のたとえ」にも出てくる。

## 特徴
ドクムギは単子葉植物イネ科ドクムギ属の一年生植物で、高さは30-80cmとなり、根元から茎を直立させ株立ちする。
葉は細長く長さ40-60cm、幅3-10mmとなり下面はざらつき、小さい葉耳と、高さ1-2mmの葉舌がある。
春から夏に直立して分枝しない穂を出し、穂の長さは10-30cmとなる。
穂には柄のない小穂をつけ、小穂は長さ2cmほどの小花を5-10個つける。
小穂は第2苞頴と長さが同じかやや長い。小花には15mm程の芒がある。
小穂は穂軸よりも太い。穂軸はざらつく。
ヨーロッパ原産とされるが、西アジア起源が指摘されている。世界中の温帯域に分布する。日本には、明治年間に帰化した。
生態
栽培されるムギ類の擬態雑草で、草型が直立し、非脱粒性であったり、休眠からの覚醒など、生活史がムギ類と同調している。
内生菌（エンドファイト）
バッカクキン科のNeotyphodium属の感染により、菌の生産する昆虫に対する神経毒ロリンアルカロイドがドクムギの植物体からはじめて分離された。
また、動物への毒性を持つ麦角アルカロイドも生産される（ライグラススタッガー参照）。

## 名称
学名Loliumはケルト語loloaに由来するため、麦角菌混同説もあるが、聖書では毒麦のたとえとして使われている。

## 聖書の中における毒麦
新約聖書中のマタイ書13章24～30節「畑の毒麦のたとえ」、34～43節「毒麦のたとえの説明」に記述された「ζιζάνια（ギリシャ語）」が「毒麦」と訳される。「畑の毒麦のたとえ」以外では、毒麦という言葉は、聖書では使われていない。
若いうちはコムギと判別しづらい。根もコムギと入り組んでいるため、抜くと麦も一緒に抜いてしまう危険性がある。穂を出せば区別できるので、収穫まで一緒に育つままにしておくように命じたという聖書の言葉の意味が理解できる。
このたとえ話の筋は、次のようなものである。ある人の畑に、敵が毒麦をこっそりと蒔く。しもべ達が気づき、すぐに刈り取ろうとするが、主人は収穫の時期を待つよう指示する。すぐに抜けば良いものも抜いてしまうが、生長しきったときなら完全に選り分けることが可能だからである。